# Халепье
Ха́лепье (укр. Халеп’я) — село, входит в Обуховский район Киевской области Украины.
Население по переписи 2001 года составляло 878 человек. Почтовый индекс — 08741. Телефонный код — 4572. Занимает площадь 22 км². Код КОАТУУ — 3223188401.

## Местный совет
08741, Київська обл., Обухівський р-н, с. Халеп’я, вул. Комсомольська, 69

## История
В древнерусское время село Халепье было укреплённым городом Халепом, упомянутым под 1093 годом в связи с произошедшим близ него сражением между половцами, с одной стороны, Святополком киевским и Владимиром Мономахом с другой. Сражение не описано в летописи, в отличие от разгромных для русской стороны битв на Стугне и на Желяни, а упомянуто в «Поучении Владимира Мономаха». Хотя результат его и неизвестен, стало последним перед заключением мира, скреплённого женитьбой Святополка на дочери хана Тугоркана. От древнерусского города осталось почти полностью разрушенное городище. При исследовании поселения были обнаружены жилища-полуземлянки и многочисленные бытовые предметы XI—XIII веков. Рядом с городищем располагалось неукреплённое селище.